# Під маскою (фільм, 2006)
Під маскою (англ. Behind the Mask: The Story of the People Who Risk Everything to Save Animals) — документальний фільм 2006 року, що розповідає про радикальний зоозахисний рух Фронт визволення тварин (ALF) та їх акції прямої дії. Автор фільму — американський адвокат та захисник прав тварин Шеннон Кіт. Зйомки фільму тривали протягом трьох років.
Стрічку було створено для того, аби продемонструвати людям інший бік діяльності руху за звільнення тварин, аніж той, який вони бачать у ЗМІ, та зруйнувати міф про те, що активісти руху — террористи та «божевільні радикали».

## Сюжет
Фільм розповідає про роботу активістів боротьби за права тварин, в тому числі учасників ALF, що протизаконно проникають до лабораторій та інших об'єктів, аби перешкодити використанню тварин при проведенні дослідів та експериментів. Особливий наголос зроблено на гуманності мотивів таких дій.
Серед оповідачів — відомі зоозахисники Грег Ейвері, Стівен Бест, Мел Бротон, Род Коронадо, Джон Фельдман, Ронні Лі, Кейт Манн, Інгрід Ньюкірк, Джеррі Власак, Пол Вотсон та інші. У фільмі викладено історію Джилл Фіппс, що загинула під колесами вантажівки, протестуючи проти живого експорт. Всього ж за час активних дій Фронту загинуло чотири правозахисники.
В стрічці проведено паралель між протидією влади рухам за права тварин і рухам за права людей. Окрім того, підкреслюється, що учасники Фронту визволення тварин, названого ФБР «внутрішньою терористичною загрозою № 1», з моменту створення організації жодного разу не заподіяли шкоди людині.

## Відзнаки та нагороди
- 2006 — Документальний фільм року, VegNews
- 2007 — Найкращий документальний фільм, Independent Features Film Festival
- 2007 — Найкращий документальний фільм, Santa Clarita Valley Film Festival
- 2007 — Найкращий документальний фільм, Other Venice Film Festival